# بوفلبن
بوفلبن (به آلمانی: Bufleben) یک شهر در آلمان است که در گوتا واقع شده‌است. بوفلبن ۱٬۰۷۵ نفر جمعیت دارد.